# Valérie D'Acremont
Valérie D'Acremont ou d'Acremont ou D'Acremont Genton (née à Nantes en 1971) est une médecin et épidémiologiste suisse et française, spécialiste en infectiologie et médecine tropicale, professeure à l'Université de Lausanne et militante pour le climat.

## Enfance et études
Valérie D’Acremont est née à Nantes d’un père français et d’une mère néerlandaise, elle grandit à Saint-Nazaire. Valérie D’Acremont dit être issue d’une tradition « humaniste catholique » héritée d’un grand-père directeur des Ateliers et chantiers de Normandie à Rouen, qui aurait eu « des valeurs proches des ouvriers, inhabituelles pour l’époque ». Valérie D’Acremont a neuf ans quand sa famille s’installe en Suisse, à Blonay, son père quittant les Chantiers navals pour travailler aux Ateliers mécaniques de Vevey,.
Elle fait ses études à Lausanne au gymnase du Bugnon, puis à l'Université de Lausanne où elle obtient un diplôme de médecin en 1995, spécialisée en médecine générale puis en maladies infectieuses.

## Carrière professionnelle
Valérie D’Acremont est nommée cheffe de clinique à la Polyclinique médicale universitaire de Lausanne en 2003. Elle est responsable ad interim du système de santé pour les requérants d’asile dans le canton de Vaud en 2004-2005.
Elle obtient en 2006 un master de médecine tropicale à Londres, et se spécialise dans les maladies infectieuses. Elle travaille de 2006 à 2009 comme chercheuse et épidémiologiste à l’Institut tropical et de santé publique suisse (Swiss TPH) à Bâle, vit durant trois ans en Tanzanie, et obtient le titre de spécialiste en « médecine tropicale et des voyages » en 2009.
Valérie D’Acremont démarre en 2006 un doctorat en épidémiologie à Dar es Salaam en Tanzanie. Son doctorat obtenu en 2010 porte sur le diagnostic de la malaria en Tanzanie. Elle devient cheffe de groupe de recherche au Swiss TPH à Bâle et responsable adjointe du Centre de vaccination et médecine des voyages à Lausanne. De 2010 à 2013, elle travaille aussi pour l’OMS (manuel opérationnel inter-agences sur le diagnostic de la malaria, organisation d’un examen global des données scientifiques et des pratiques avec des spécialistes de 27 institutions). En 2014 elle devient médecin adjointe à la Polyclinique médicale universitaire de Lausanne.
Ses recherches ont contribué à améliorer la prise en charge de patients vivant dans ou venant de pays à ressources limitées. Elle a utilisé et fait connaître largement des algorithmes d’aide à la décision clinique permettant de réduire fortement l’utilisation d’antibiotiques (et donc l’extension de l’antibiorésistance), tout en veillant à l’impact de ces méthodes sur l’environnement et la cybersécurité. En Tanzanie, des tests rapides pour la malaria ont conduit à une énorme diminution de l’administration d’antipaludiques. Puis un guide clinique interactif sur tablette à permis de « réduire de 95% à 11% la prescription d’antibiotiques chez les enfants et contribué, en parallèle, à améliorer leur guérison ». Les résultats impressionnent et intéressent la Fondation Bill-et-Melinda-Gates (qui octroie 2,8 millions de francs pour 2017-2019), puis la Fondation Botnar (en) de Bâle (7 millions pour 2019-2023).
Ses recherches visent d’une part à améliorer les compétences cliniques des soignants qui utilisent ces algorithmes, d'autre part à utiliser les données cliniques fournies par les tablettes pour permettre une surveillance en temps réel des maladies, afin d’agir rapidement en cas de flambée épidémique.
Elle est professeure associée à l’Université de Lausanne dès 2017, professeure ordinaire dès 2022, et responsable du secteur « Santé globale et environnementale » au Centre universitaire de médecine générale et santé publique (Unisanté). Dans ce cadre elle soutient la délégation de compétence aux soignants non médecins et développe des stratégies de dépistage communautaire (p.e. concernant les Latino-américains confrontés à la maladie de Chagas).
Elle met sur pied en 2021 dans le contexte du COVID la plateforme CoronaCheck qui, sur la base des symptômes et de l’état de santé, permet à chaque personne d’évaluer son risque de développer la maladie. Traduit en dix langues, cet outil est consulté par un million de personnes à travers le monde en quelques mois.
En janvier 2023, un colloque d’Unisanté revient sur les thèses ayant entouré l’épidémie de COVID. Valérie D’Acremont y a traité de l’espérance de vie, elle a « rappelé que le Covid n’est qu’une petite partie d’un ensemble de maladies affectant la santé, parfois plus gravement. (…) le tabagisme, par exemple, a un impact quatre fois supérieur au Covid sur la mortalité, et ce chaque année ».

## Engagements
Engagée avec Greenpeace dès 2015, elle est aussi membre du groupe de soignants «Engagés pour la santé » (pour un système de santé équitable et respectueux de l’environnement).
Face au défi posé par le changement climatique, Valérie D’Acremont s’engage dans le mouvement Extinction Rebellion et participe à plusieurs actions de désobéissance civile. Le 14 décembre 2019, un sit-in bloque la rue Centrale à Lausanne pour alerter la population à l’urgence climatique. Valérie D’Acremont et son mari Blaise Genton font partie de la dizaine de personnes arrêtées puis condamnées par la justice en février, puis à nouveau en appel en septembre 2022,. Elle est cofondatrice du groupe « Doctors4XR » (Doctors for Extinction Rebellion) qui a lancé un Appel international signé par plus de 1 000 professionnels de la santé. Lors d’une manifestation le 29 mai 2021 à Genève, l’Appel a été lu par Valérie D’Acremont et remis au directeur de l'OMS, Tedros Adhanom Ghebreyesus,.
À la suite du premier procès de l'action Extinction Rebellion à Lausanne, Valérie D’Acremont publie un article dans la Revue médicale suisse, intitulé M’engager pour le climat, parce que c’est un devoir :

« On est donc entrés dans l’ère des pandémies ; j’espère que celle dont on souffre actuellement sera bientôt terminée, mais ça ne sera de loin pas la dernière. »

« Les médias de chez nous qui m’interviewent sur le Covid-19 refusent systématiquement mes propositions de plutôt parler du problème global des effets du climat et de la biodiversité sur la santé. Même mes phrases explicatives sur les causes-racines de cette pandémie sont coupées après coup dans les articles. »

En 2021, Valérie D’Acremont est élue au conseil communal lausannois, avec Les Verts. Ayant été médiatisée pendant le COVID, elle est très bien élue, en quatrième position chez les Verts avec 8 090 voix. Entre autres thèmes, elle veut promouvoir les assemblées citoyennes et poser la question du choix du système de santé, qui devrait développer la prévention et la santé publique.

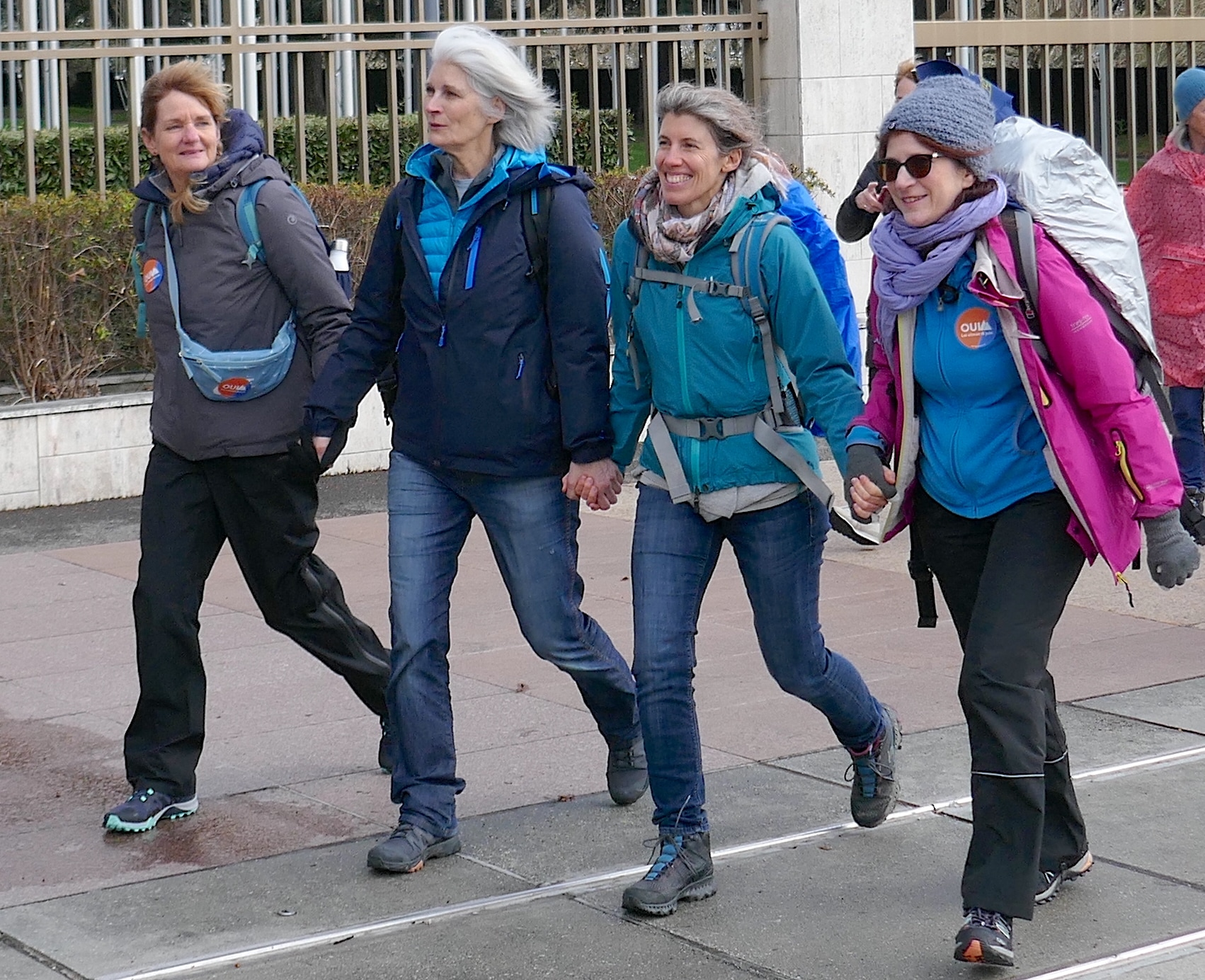
La Marche Bleue.

Avec trois autres personnalités féminines suisses (Irène Wettstein, Julia Steinberger, Bastienne Joerchel), Valérie D’Acremont organise en 2023 une « Marche Bleue » pour le climat, de Genève à Berne, réunissant plusieurs centaines de personnes durant trois semaines,. Elle affirme : « Faire du changement climatique un problème purement politique est une grave erreur. Il s’agit de faits, pas d’opinions, comme voudraient le faire croire les climatosceptiques ».

« Parfois, je me demande quel est le sens de mon métier, au vu de la catastrophe climatique en cours. On a tendance à continuer à foncer tête baissée dans notre routine quotidienne. Marcher, c’est prendre le temps de s’arrêter et de réfléchir »

## Famille
Valérie D’Acremont est mariée deux fois, en second avec le médecin et professeur de médecine tropicale Blaise Genton. Elle a trois enfants (elle est enceinte du troisième au moment de débuter son travail de doctorat à Dar es Salaam en 2006 les aînés sont pris en charge par son mari et son ex-mari durant les premiers mois). En 2021, elle vit à Lausanne dans une famille recomposée comprenant six enfants.

## Distinctions
En 2020, le Geneva Health Forum (GHF) remet le « Grand Jet d’Or de Genève » à Valérie D’Acremont pour ses contributions exceptionnelles à l’amélioration de la santé mondiale (le GHF a été créé en 2006 par les Hôpitaux universitaires de Genève et la Faculté de médecine de l’Université de Genève).
Le Prix Pfizer de la recherche lui est attribué en 2015 pour son article « Beyond Malaria — Causes of Fever in Outpatient Tanzanian Children » paru dans le New England Journal of Medecine en 2014.
Elle reçoit en 2014 le Prix d’excellence en recherche clinique de la Faculté de biologie et de médecine de l’Université de Lausanne.

## Publications
- Valérie D’Acremont, « M’engager pour le climat, parce que c’est un devoir », Revue médicale suisse, no 772,‎ 9 mars 2022 (ISSN 1660-9379, lire en ligne, consulté le 5 avril 2023).

Collaborations
Sélection arbitraire de quelques articles parmi un grand nombre de collaborations scientifiques.
- (en) « Scoping future outbreaks : a scoping review on the outbreak prediction of the WHO Blueprint list of priority diseases », BMJ global health, Londres, vol. 6, no 9,‎ 2021, p. 1-13 (lire en ligne, consulté le 5 avril 2023).

- (en) « Performance of Health Workers Using an Electronic Algorithm for the Management of Childhood Illness in Tanzania : A Pilot Implementation Study », The American journal of tropical medicine and hygiene, vol. 96, no 1,‎ 2017, p. 249-257 (lire en ligne, consulté le 5 avril 2023).

- (en) Blaise Genton et Valérie D’Acremont, « Standby emergency treatment of malaria in travellers (SBET) : So Be Eager to Test », Journal of travel medicine, Oxford University Press, vol. 24, no 5,‎ 2017, p. 1-2 (lire en ligne, consulté le 5 avril 2023).

- (en) « Beyond Malaria : Causes of Fever in Outpatient Tanzanian Children », New England Journal of Medecine, vol. 370,‎ 17 février 2014, p. 809-817 (lire en ligne, consulté le 5 avril 2023) – Pfizer Research Prize 2015.

- (en) « Reduction of anti-malarial consumption after rapid diagnostic tests implementation in Dar es Salaam sous-titre= a before-after and cluster randomized controlled study », Malaria journal, vol. 10, no 1,‎ 2011, p. 1-15 (lire en ligne, consulté le 5 avril 2023).

- « Tests diagnostiques rapides (TDR) : la panacée pour le praticien ? », Revue médicale suisse,‎ 2011.

- (en) « Malaria Chemoprophylaxis : What Do the Travelers Choose, and How Does Pretravel Consultation Influence Their Final Decision », The American journal of tropical medicine and hygiene, vol. 77, no 6,‎ 2007, p. 1010-1014.